# دیمیتروف ۲۳۷۱
سیارک ۲۳۷۱ (به انگلیسی: 2371 Dimitrov، نامگذاری:1975VR3) دو هزار و سیصد و هفتاد و یکمین سیارک کشف شده‌است که در ۲ نوامبر ۱۹۷۵ کشف شد.
قدر مطلق سیارک برابر ۱۲٫۵۰ است.